# Vichten
Vichten (lussemburghese: Viichten) è un comune del Lussemburgo centrale. Si trova nel cantone di Redange, nel distretto di Diekirch.
Nel 2001, la città di Vichten, il capoluogo del comune che si trova nella parte occidentale del suo territorio, aveva una popolazione di 723 abitanti. L'altra località che fa capo al comune è Michelbouch.